# Fórmula de Perron
En matemàtiques, i més precisament en teoria analítica de nombres, la fórmula de Perron és una fórmula derivada per Oskar Perron per calcular la suma d'una funció aritmètica, mitjançant l'ús de la transformada de Mellin inversa.

## Enunciat
Sigui {\displaystyle \{a(n)\}} una funció aritmètica, i sigui
{\displaystyle g(s)=\sum _{n=1}^{\infty }{\frac {a(n)}{n^{s}}}}
la seva corresponent sèrie de Dirichlet. Assumeixi's que la sèrie de Dirichlet és absolutament convergent per a {\displaystyle \Re (s)>\sigma _{a}}. Llavors la fórmula de Perron és
{\displaystyle A(x)={\sum _{n\leq x}}^{\star }a(n)={\frac {1}{2\pi i}}\int _{c-i\infty }^{c+i\infty }g(z){\frac {x^{z}}{z}}dz.\;}
Aquí, l'estrella sobre el sumatori indica que l'últim terme de la suma ha de ser multiplicat per 1/2 quan x sigui un enter. La integral no és una integral de Lebesgue convergent; s'entén com un valor principal de Cauchy. La fórmula requiereix que c > 0, c > σ, and x > 0.

## Demostració
Un senzill esbós de la demostració prové de prendre la fórmula de sumació d'Abel
{\displaystyle g(s)=\sum _{n=1}^{\infty }{\frac {a(n)}{n^{s}}}=s\int _{0}^{\infty }A(x)x^{-(s+1)}dx.}
Això no és altra cosa que una transformada de Laplace sota el canvi de variable {\displaystyle x=e^{t}.} Invertint-ho s'obté la fórmula de Perron.

## Exemples
Atesa la seva releació general amb les sèries de Dirichlet, la fórmula és aplicada habitualment a diverses sumes relacionades amb la teoria dels nombres. Així, per exemple, s'obté la famosa representació integral per a la funció zeta de Riemann:
{\displaystyle \zeta (s)=s\int _{1}^{\infty }{\frac {\lfloor x\rfloor }{x^{s+1}}}\,dx}
i una fórmula similar per a les funcions L de Dirichlet:
{\displaystyle L(s,\chi )=s\int _{1}^{\infty }{\frac {A(x)}{x^{s+1}}}\,dx}
on
{\displaystyle A(x)=\sum _{n\leq x}\chi (n)}
i {\displaystyle \chi (n)} és un caràcter de Dirichlet. Altres exemples apareixen en els articles de la Funció de Mertens i la funció de von Mangoldt.

## Generalitzacions
La fórmula de Perron és, de fet, un cas particular de la convolució discreta de Mellin
{\displaystyle \sum _{n=1}^{\infty }a(n)f(n/x)={\frac {1}{2\pi i}}\int _{c-i\infty }^{c+i\infty }F(s)G(s)x^{s}ds}
on 
{\displaystyle G(s)=\sum _{n=1}^{\infty }{\frac {a(n)}{n^{s}}}}
i 
{\displaystyle F(s)=\int _{0}^{\infty }f(x)x^{s-1}dx}
és la transformada de Mellin. La fórmula de Perron és només un cas especial de la funció de prova {\displaystyle f(1/x)=\theta (x-1),} amb {\displaystyle \theta (x)} la funció esglaó de Heaviside.